# Sancho II Garcés di Navarra
Sancho Garcés, detto Abarca. Sancho anche in spagnolo, in aragonese, in portoghese e in galiziano, Sanç, in catalano e Antso in basco (935 circa – dicembre 994), fu re di Pamplona della dinastia Jimena e conte di Aragona dal 970 al 994.

## Origine
Sancho, secondo lo storico basco, Jean de Jaurgain, come riporta nel suo, La Vasconie, era figlio del re di Pamplona, García I Sánchez e della contessa di Aragona Andregoto Galíndez, che secondo il codice di Roda, era figlia del conte di Aragona Galindo III Aznarez e di Sancha Garcés di Pamplona, figlia del co-regnante e poi co-reggente del regno di Pamplona Garcia II e della sua prima moglie, Oneca Rebele di Sangüesa.

García I Sánchez, secondo il codice di Roda, era figlio del re di Pamplona Sancho I Garcés e di Toda di Navarra, figlia di Aznar Sánchez, signore di Larraun e di Oneca Fortúnez, la figlia del Re di Pamplona, Fortunato Garcés e di Oria. Entrambi i genitori di Toda discendevano dalla famiglia Arista.

## Biografia
Nel 940 il califfo Abd al-Rahman III, dopo la cocente sconfitta dell'anno prima nella battaglia di Simancas, fece pressione su suo padre, il re di Pamplona García I Sánchez di Navarra, affinché ripudiasse la moglie e madre di Sancho, Andregoto, contessa d'Aragona, per non avere troppo stretti legami tra i vari regni e contee cristiane. Il matrimonio dei suoi genitori venne annullato, secondo La web de las biografias, per consanguineità, e forse, nello stesso anno, García I, che aveva mantenuto il controllo diretto della contea di Aragona, passò a seconde nozze con Teresa di León, figlia del re di León Ramiro II, come riporta il Diccionario biográfico español, Real Academia de la Historia.

Sua madre, Andregoto, lasciò il titolo a Sancho (in effetti la contea fu riunificata alla Navarra e fu governata dal padre, Garcia I Sanchez, che continuò a governare la contea anche quando Sancho divenne maggiorenne), si ritirò a vivere a Lumbier, conservando il titolo di regina.

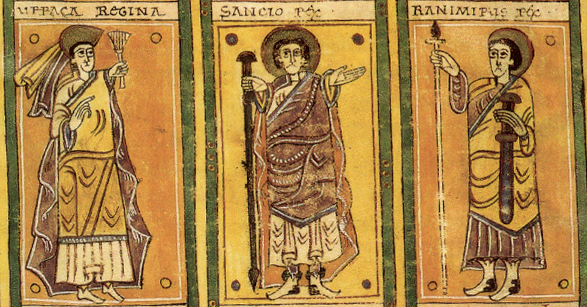
Sancho, al centro, tra la moglie, Urraca, a sinistra, e il fratello, Ramiro, a destra.
Tratto dal Codex Vigilanus.

Sancho viene citato in due donazioni al monastero di San Martino di Albelda, fatte dal padre: una, secondo il documento n° 15, nel 947 e un'altra, secondo il documento n° 20, nel 953.
Nel 970 alla morte del padre García I, gli subentrò come re di Pamplona, ed entrò in possesso della contea di Aragona.
Nel 971, assieme alla madre Andregoto e alla moglie Urraca, fece una donazione al Monastero di San Pedro de Siresa).
Nel 975, approfittando della malattia che l'anno prima aveva colpito il califfo, al-Ḥakam II ibn ʿAbd al-Raḥmān, Sancho, alleatosi con il re di León Ramiro III, attaccò al-Andalus, ma fu sconfitto a San Esteban de Gormaz dal generale Galib, appena rientrato dal Nordafrica, come riporta la Gran enciclopedia catalana.

La penisola iberica e le vittoriose campagne militari di Almanzor

Nel 976, alla morte del califfo al-Ḥakam II ibn ʿAbd al-Raḥmān, in sintonia con il regno del León e con la contea di Castiglia, con cui era stata sviluppata una politica matrimoniale, che aveva portato ad un coordinamento tra i vari sovrani, i regni cristiani cercarono di trarre profitto dall'avvicendamento in al-Andalus, in quanto il nuovo califfo Hisham II era solo undicenne. Però il potere, a Cordova, finì nelle mani di Almanzor, che si rivelò ottimo governante ed ottimo generale.
Nel novembre del 978 Sancho II (Sancio rex) fu a Covarrubias per la fondazione del monastero dell'Infantado de Covarrubias.
Sempre nel 978, assieme alla moglie Urraca e ai fratelli Ramiro e Jimeno, fece una donazione al monastero di San Pedro de Siresa).
Dopo avere subito due sconfitte ad opera di Almanzor, il re del León Ramiro III cercò allora, insieme a García Fernández e a Sancho Abarca di creare una coalizione anti-islamica fra i regni di León, di Castiglia e di Navarra, ammassando, nel 981, truppe nella valle del Duero. L'hajib omayyade Almanzor marciò però celermente contro di queste e le sbaragliò nella battaglia di Rueda, 40 km circa a sud est di Simancas. Fu dopo questa brillante vittoria che Almanzor si fece attribuire il laqab con il quale è noto: al-Mansūr bi-llāh (Colui che è reso vincitore da Dio).
Siccome con le armi non aveva ottenuto alcun risultato, come riportano sia La web de las biografias che la Gran enciclopedia catalana, Sancho si recò a Cordova come ambasciatore del proprio regno, portando parecchi regali per il vittorioso hajib, Almanzor, da cui riuscì ad ottenere un trattato di pace, dandogli però sua figlia illegittima, Urraca, in moglie. A Urraca fu dato un nuovo nome: Abda e diede ad Almanzor un figlio, soprannominato Abd al-Rahman, detto Sanchuelo, per la sua notevole somiglianza al nonno, Sancho.
Sembra che, nel 987, in un documento si fece riferimento per la prima volta a Sancho come re di Navarra, invece che re di Pamplona, come venivano denominati i suoi predecessori.
Sancho II Garcés, nel 990, dovette subire altri attacchi da parte delle truppe di al-Andalus, per cui nel 992 si recò ancora una volta a Cordova, dove dovette umiliarsi ad Almanzor per ottenne ancora una volta un trattato di pace, come riporta il Diccionario biográfico español, Real Academia de la Historia.
Sancho morì nel 994 e fu sepolto nel monastero di Leire.

Nei titoli di re di Navarra e conte di Aragona gli succedette il figlio primogenito García Sánchez.

## Matrimonio e discendenza
Nel 962 Sancho aveva sposato la cugina Urraca di Castiglia, figlia del conte di Castiglia Fernan Gonzalez e di Sancha di Pamplona, sorella di suo padre Garcia.

Urraca era vedova per la seconda volta, prima del re di León Ordoño III dal 956, e poi, in quello stesso anno 962, di un altro re di León, Ordoño IV il Cattivodal quale nel 960 era stata abbandonata a Burgos, per fuggire in al-Andalus nella guerra civile contro Sanzio I il Grosso, come riporta lo storico Rafael Altamira.

Sancho ed Urraca ebbero sei figli:
- García II Sánchez detto il Tremolante (964-1000), re di Navarra e conte di Aragona[2]
- Ramiro Sánchez di Navarra (?-992)[2], signore di Cardenas
- Gonzalo Sánchez di Navarra (?-997)[2], da alcuni documenti sembra che governasse l'Aragona per conto del padre
- Fernando Sánchez[2]
- Mayor Sánchez[2]
- Jimena Sánchez[2].

Sancho ebbe anche una figlia illegittima:
- Urraca Sánchez di Navarra[28], che fu data in sposa ad Almanzor; a Cordova gli fu cambiato il nome e divenne Abda, detta la Vascona, e ad Almanzor diede un figlio, Abd al-Rahman Sanchuelo[10][17], che nel 1008 divenne l'erede del califfo Hisham II.

## Ascendenza
|                             |          |                      | Genitori             |  |  | Nonni |  |  | Bisnonni          |  |  | Trisnonni       |  |
|                             |          |                      |                      |  |  |       |  |  | García II Jiménez |  |  | Jimeno I Garcés |  |
|                             |          |                      |                      |  |  |       |  |  | García II Jiménez |  |  | Jimeno I Garcés |  |
|                             |          | …                    |                      |  |  |       |  |  | García II Jiménez |  |  |                 |  |
| Sancho I Garcés di Navarra  |          |                      |                      |  |  |       |  |  | García II Jiménez |  |  |                 |  |
|                             |          | Dadildis di Pallars  | Lope I de Bigorra    |  |  |       |  |  |                   |  |  |                 |  |
|                             |          | Dadildis di Pallars  | Lope I de Bigorra    |  |  |       |  |  |                   |  |  |                 |  |
|                             |          | Dadildis di Pallars  | Faquilena de Roergue |  |  |       |  |  |                   |  |  |                 |  |
| García I Sánchez di Navarra |          | Dadildis di Pallars  |                      |  |  |       |  |  |                   |  |  |                 |  |
|                             |          | Aznar Sánchez        | Sancho Garcés        |  |  |       |  |  |                   |  |  |                 |  |
|                             |          | Aznar Sánchez        | Sancho Garcés        |  |  |       |  |  |                   |  |  |                 |  |
|                             |          | Aznar Sánchez        | …                    |  |  |       |  |  |                   |  |  |                 |  |
| Toda di Navarra             |          | Aznar Sánchez        |                      |  |  |       |  |  |                   |  |  |                 |  |
|                             |          | Onneca Fortúnez      | Fortunato Garcés     |  |  |       |  |  |                   |  |  |                 |  |
|                             |          | Onneca Fortúnez      | Fortunato Garcés     |  |  |       |  |  |                   |  |  |                 |  |
|                             |          | Onneca Fortúnez      | …                    |  |  |       |  |  |                   |  |  |                 |  |
| Sancho II Garcés di Navarra |          | Onneca Fortúnez      |                      |  |  |       |  |  |                   |  |  |                 |  |
|                             | Aznar II | Galindo II d'Aragona |                      |  |  |       |  |  |                   |  |  |                 |  |
|                             | Aznar II | Galindo II d'Aragona |                      |  |  |       |  |  |                   |  |  |                 |  |
|                             | Aznar II | Guldreguda           |                      |  |  |       |  |  |                   |  |  |                 |  |
| Galindo III d'Aragona       | Aznar II |                      |                      |  |  |       |  |  |                   |  |  |                 |  |
|                             |          | Oneca di Pamplona    | García I Íñiguez     |  |  |       |  |  |                   |  |  |                 |  |
|                             |          | Oneca di Pamplona    | García I Íñiguez     |  |  |       |  |  |                   |  |  |                 |  |
|                             |          | Oneca di Pamplona    | Urraca               |  |  |       |  |  |                   |  |  |                 |  |
| Andregoto Galíndez          |          | Oneca di Pamplona    |                      |  |  |       |  |  |                   |  |  |                 |  |
|                             |          | García II Jiménez    | Jimeno I Garcés      |  |  |       |  |  |                   |  |  |                 |  |
|                             |          | García II Jiménez    | Jimeno I Garcés      |  |  |       |  |  |                   |  |  |                 |  |
|                             |          | García II Jiménez    | …                    |  |  |       |  |  |                   |  |  |                 |  |
| Sancha di Navarra           |          | García II Jiménez    |                      |  |  |       |  |  |                   |  |  |                 |  |
|                             |          | …                    | …                    |  |  |       |  |  |                   |  |  |                 |  |
|                             |          | …                    | …                    |  |  |       |  |  |                   |  |  |                 |  |
|                             |          | …                    | …                    |  |  |       |  |  |                   |  |  |                 |  |
|                             |          | …                    |                      |  |  |       |  |  |                   |  |  |                 |  |

### Fonti primarie
- (LA)  Textos navarros del Códice de Roda Archiviato il 31 gennaio 2021 in Internet Archive..
- (LA)  Cartulario de Albelda.
- (LA)  Sampiri Astoricensis Episcopi chronicon.
- (LA)  #ES Cartulario de Siresa.
- (LA)  Historia de España: parte XVI, Sampiri Astoricensis Episcopi chronicon.
- (LA)  Cartulario del infantado de Covarrubias

### Letteratura storiografica
- Rafael Altamira, Il califfato occidentale, "Storia del mondo medievale", vol. II, 1999, pp. 477–515
- (FR)  (LA)  La Vasconie.
- (ES)  #ES Historia del Reino de Navarra en la Edad Media.
- (ES)  #ES ¿Quién fue Sancho Abarca?.